# 第25軍 (ドイツ軍)
第25軍（独: Deutsche 25. armee）は、第二次世界大戦時のドイツ国防軍の軍（armee）。

## 概要
第25軍は1944年11月、オランダで編成され、第15軍の後を継いでH軍集団に所属、オランダで戦った。

## 司令官
| 着任            | 離任      | 階級（当時） | 氏名                             |
| --------------- | --------- | ------------ | -------------------------------- |
| 1944年 10月11日 | 1945年1月 | 空軍大将     | フリードリッヒ・クリスチャンセン |
| 1945年1月29日   | 1945年3月 | 歩兵大将     | ギュンター・ブルーメントリット   |
| 1945年3月21日   | 1945年5月 | 上級大将     | ヨハネス・ブラスコヴィッツ       |

## 文献
- 山崎雅弘『ドイツ軍名将列伝 鉄十字の将官300人の肖像』（学研M文庫、2009年） ISBN 4-05-90123-51